# Tom Belsø
Tom Belsø, född 27 augusti 1942 i Søborg i Gladsaxe, död 11 januari 2020, var en dansk racerförare och den förste danske föraren i formel 1.

## Racingkarriär
Belsø började tävla i standardvagnar för att sedan köra Formel Ford, Formel Atlantic, formel 2 för Team Viking Brabham och i brittiska formel 5000. Han körde ett par formel 1-lopp för Williams under 1970-talet. F1-debuten var tänkt att ske i Sverige 1973 men han fick inte starta eftersom hans sponsorpengar inte hunnit fram. Han kom i mål i ett lopp, i Sveriges Grand Prix 1974, i vilket han kom på åttonde plats. Säsongen därpå var han tillbaka i formel 5000 och 1977 tävlade han i Shellsport G8 British Championship.

## F1-karriär
| Säsong | Stall/Tillverkare            | Poäng | Placering |
| ------ | ---------------------------- | ----- | --------- |
| 1973   | Williams (Iso Marlboro-Ford) | 0     | –         |
| 1974   | Williams (Iso Marlboro-Ford) | 0     | –         |